# Mi mujer se llama Mauricio
Mi mujer se llama Mauricio (Ma femme... s'appelle Maurice) es una película francesa dirigida por Jean-Marie Poiré en 2002, y protagonizada por Götz Otto, Alice Evans, Regis Laspales, Philippe Chevallier.
Jean-Marie Poiré (guionista de la reciente "Los zumbaos") dirige esta coproducción francoalemana sobre estrategias y engaños amorosos. Protagonizada por Alice Evans (102 Dálmatas) y Philippe Chevallier y Régis Laspalès, uno de los dúos cómicos que más triunfa en el país vecino desde principios de los ochenta y que últimamente ha protagonizado "Los zumbaos" (dirigida por Igor Sekulic, productor de "Mi mujer se llama Maurice"), esta comedia romántica está construida a través de situaciones absurdas y confusiones de género que no paran de sucederse.

## Sinopsis
Emmanuelle está de viaje en Venecia con George, un millonario con el que decide casarse. Sin embargo, esta ambiciosa mujer descubre que su futuro marido ya está casado y que todo su dinero pertenece a su mujer, por lo que decide que lo mejor es contárselo a ella para que le arruine la vida. Cuando George se entera contrata a un excéntrico personaje llamado Mauricio para que se haga pasar por su esposa y así engañar a Emmanuelle, aunque todo se arruina cuando entra en escena su celoso novio. 